# Provincia de Manus
La provincia de Manus es una de las veinte divisiones administrativas del Estado Independiente de Papúa Nueva Guinea.
Se trata de la provincia más pequeña de Papúa Nueva Guinea en términos de población y de extensión terrestre: la población total era de 60.485 habitantes según el censo de 2011, y su superficie es de tan sólo 2.100 kilómetros cuadrados. No obstante, cuenta con una extensión marítima de más de 220.000 kilómetros cuadrados. En efecto, la provincia está formada por las Islas del Almirantazgo (un grupo de 18 islas en el archipiélago de Bismarck), así como por la isla Wuvulu y los atolones cercanos en el oeste, que en conjunto se conocen como las Islas Occidentales. Por ello, sus aguas territoriales limitan con varias provincias de Papúa Nueva Guinea (Madang, Nueva Irlanda, Sepik Oriental y Sandaun), así como con Indonesia y Micronesia.  
La mayor isla del grupo es la isla de Manus, donde se encuentran Lorengau, la capital, así como un antiguo centro de detención de inmigrantes australiano. 
El actual Gobernador de la provincia es Michael T. Sapau.

## Economía
Las industrias principales son el cultivo de coco y de bech (pepino marino). Entre los buceadores, las islas tienen reputación de ser un gran destino de buceo, muy colorido y abundante en vida marina, arrecifes de coral, naufragios y agua clara.

## Distritos
La provincia está formada por un único distrito, el de Manus, con límites idénticos a los de la provincia. A su vez, este distrito se subdivide en doce gobiernos de nivel local y en 127 distritos.
- Datos: Q874935
- Multimedia: Manus Province / Q874935